# آسفالت ۹: افسانه‌ها
آسفالت ۹: افسانه‌ها (به انگلیسی: Asphalt 9: Legends) یک بازی ویدئویی مسابقه ای که توسط گیم‌لافت در ۲۵ ژوئیه ۲۰۱۸ عرضه شده.
گرافیک بازی به شکل قابل ملاحظه ای نسبت به نسخه قبلی (آسفالت ۸: هوابرد) بهبود یافته.
از ویژگی‌های جدید بازی می‌توان به ماشین‌های جدید، سیستم ناوبری اتوماتیک (به انگلیسی: Touch Drive)، باشگاه‌ها (به انگلیسی: Clubs) و نیترو شاک موج (به انگلیسی: nitro shockwave) اشاره کرد.

## گیم پلی
گیم پلی بازی شبیه به آسفالت ۸ است با این تفاوت که بهبود قابل توجهی در گرافیک و طراحی آن مشاهده می‌شود. در بازی بیش از ۱۰۰ اتومبیل در سطوح D, C, B, A و S وجود دارد که تمامی آنها اتومبیل‌های معتبری هستند.
مراحل از پیش طراحی شده(به انگلیسی: Career)، مسابقات گروهی آنلاین (به انگلیسی: Multiplayer) و مراحل جدید آنلاین (به انگلیسی: Daily events) از ویژگی‌های ثابت بازی نسبت به آسفالت ۸ است.

## ویژگی جدید بازی نسبت به نسخه قبلی
- باشگاه‌ها: اعضای آن حداکثر بیست نفر اند. بازی کنان می‌توانند با کمک اعضای باشگاه به جمع‌آوری امتیاز بپردازند و به صورت دسته جمعی جایزه دریافت کنند.

در به‌روزرسانی جدید بازی امکان مسابقه دادن افراد یک کلوب با یکدیگر فراهم شده.
- چرخش ۳۶۰ درجه ای درجا روی زمین: بازیکن با دو بار لمس سریع ترمزدستی می‌تواند در حال حرکت ۳۶۰ درجه به دور خود بچرخد. (اگر در این حال با ماشین‌های دیگر برخورد کند باعث نابودی ماشین حریف می‌شود)
- ناوبری اتوماتیک: در این حالت بازیکن تنها مسیر بازی، نیترو و ترمز دستی را در اختیار دارد این حالت قابل تغییر است و می‌توان فرمان اتومبیل را دستی کرد.
- فرار(به انگلیسی: Escape): بازیکن باید در زمان مشخص شده از خط پایان عبور کرده و با موانع سر راه برخورد نکند در غیر این صورت توسط پلیس دستگیر می‌شود.
- نیترو شوک موج: بازیکن با دو بار لمس نیترو شتاب و سرعت بیشتری نسبت به حالت معمولی استفاده از نیترو می‌گیرد برای انجام این کار لازم است نیترو اتومبیل در حالت حداکثر باشد. (این ویژگی در آسفالت ۶ و ۷ وجود داشت)

## پروسه انتشار بازی
اولین انتشار بازی برای سیستم عامل آی‌اواس در تاریخ ۲۵ فوریه ۲۰۱۸ در کشور فیلیپین بود؛ پس از آن در تاریخ ۲۲ مارس ۲۰۱۸ در تایلند عرضه شد. در تاریخ ۱۷ مه ۲۰۱۸ نسخه اندروید آن نیز در فیلیپین منتشر شد.
پیش ثبت نام آسفالت ۹ از تاریخ ۲۹ ژوئن ۲۰۱۸ شروع شد. تقریباً در همان زمان، افراد می‌توانستند بازی را در فروشگاه گوگل پلی ثبت کنند.
در تاریخ ۲۴ ژوئیه ۲۰۱۸، گیم‌لافت اعلام کرد که تاریخ انتشار بازی، ۲۶ ژوئیه خواهد بود. با این حال بازی یک روز پیش از برنامه‌ریزی یعنی ۲۵ ژوئیه منتشر شد.